# انجمن مطالعات خاورمیانه و آفریقا
انجمن مطالعات خاورمیانه و آفریقا (به انگلیسی: The Association for the Study of the Middle East and Africa (ASMEA)) یک انجمن علمی آمریکایی است که به ترویج تحقیق و تدریس در مطالعات خاورمیانه و آفریقا و زمینه‌های مرتبط اختصاص دارد.

## تشکیل
انجمن مطالعات خاورمیانه و آفریقا در ۲۴ اکتبر ۲۰۰۷ توسط برنارد لوئیس از دانشگاه پرینستون و فواد عجمی از مؤسسه هوور به عنوان مقابله با جامعه دانش‌آموخته انجمن مطالعات خاورمیانه آمریکای شمالی (مسا) تأسیس شد. آنها معتقد بودند که این نهاد تحت سلطه دانشگاهیان منتقد اسرائیل و نقش آمریکا در خاورمیانه قرار گرفته است. لوئیس و عجمی همچنین به افزایش سیاسی شدن مطالعات خاورمیانه اشاره کردند. به گفته عساف رومیروسکی، مدیر اجرایی انجمن مطالعات خاورمیانه و آفریقا، این انجمن برای مقابله با مسا و «عناصر طرفدار فلسطین» تشکیل شده است.

## کنفرانس‌ها
انجمن مطالعات خاورمیانه و آفریقا اولین کنفرانس سالانه خود را در سال ۲۰۰۸ برگزار کرد. حدود ۳۵۰ نفر در کنفرانس‌های این گروه قبل از همه‌گیری کووید-۱۹ شرکت کردند. سخنرانان کنفرانس شامل حسین حقانی سفیر سابق پاکستان در ایالات متحده و دیوید شنکر دستیار وزیر امور خارجه ایالات متحده در امور خاور نزدیک بودند. دانشگاهیان شرکت کننده در کنفرانس‌های انجمن مطالعات خاورمیانه و آفریقا، که اکثر آنها عموماً خود را راست محور تعریف می‌کردند، تمایل خود را برای اجتناب از سیاسی شدن سایر ارگان‌های مطالعات خاورمیانه، مانند مسا، که به عنوان طرفدار ضد اسرائیل یا ضد اسرائیلی تلقی می‌شود، ذکر کرده‌اند. احساسات غربی